# Justin Dorey
Justin Dorey (* 17. August 1988 in Calgary) ist ein kanadischer Freestyle-Skier. Er startet in der Disziplin Halfpipe.

## Werdegang
Dorey debütierte im Freestyle-Skiing-Weltcup im Januar 2008 in Les Contamines und belegte dabei den dritten Rang. Seit der Saison 2008/09 nimmt er an Wettbewerben der AFP World Tour teil. Dabei erreichte er in der Saison bei den New Zealand Freeski Open in Wanaka und bei der Winter Dew Tour in Breckenridge und am Mount Snow den zweiten Platz. Im Februar 2009 siegte er bei den US Freeskiing Open in Copper Mountain. Im folgenden Monat holte er bei den Freestyle-Skiing-Weltmeisterschaften 2009 in Inawashiro die Silbermedaille. Die Saison beendete er auf den zweiten Rang in der AFP World Tour Halfpipewertung. Bei den Winter-X-Games-Europe 2010 in Tignes gewann er die Bronzemedaille. Zu Beginn der Saison 2010/11 siegte er beim US Grand Prix in Copper Mountain. Im weiteren Saisonverlauf belegte er den zweiten Platz bei der Winter Dew Tour in Breckenridge und den dritten Rang beim Weltcup in Tignes. Bei den Winter-X-Games-Europe 2011 in Tignes holte er die Silbermedaille. Beim AFP World Tour Finale in Whistler siegte er und kam damit auf den zweiten Platz in der AFP World Tour Halfpipewertung. Im Dezember 2012 siegte er bei der Winter Dew Tour in Breckenridge. In der Saison 2013/14 holte er in Calgary seinen ersten Weltcupsieg und gewann damit auch den Halfpipe-Weltcup. Bei seiner ersten Olympiateilnahme 2014 in Sotschi  errang er den 12. Platz im erstmals ausgetragenen Halfpipe-Wettbewerb. Im Februar 2015 siegte er beim US Grand Prix in Mammoth.